# E la chiamano estate/La ragazza di Ipanema
E la chiamano estate/La ragazza di Ipanema è un 45 giri di Bruno Martino, pubblicato nel 1965.

## Il disco
Il disco, trainato più dal celebre lato B che da E la chiamano estate, non riuscì però ad entrare nemmeno in classifica, a dispetto delle frequenti riproposizioni in radio e in televisione.

## E la chiamano estate
Scritta da Franco Califano e Laura Zanin per il testo e dallo stesso Martino per la musica, fu presentata da Bruno Martino al Festival delle Rose 1965; diventata nel tempo un classico della canzone italiana, al momento dell'uscita passò invece inosservata.
L'anno successivo venne proposta in un altro 45 giri di Martino, con sul retro Dimmi che lo sai.
Nel 2008, inoltre, è stata scelta da Teho Teardo nella colonna sonora del film Il divo, il film sul senatore Giulio Andreotti diretto da Paolo Sorrentino.
Moltissime le cover del brano, tra cui quelle di Ornella Vanoni, Mina, quella di Orietta Berti, incisa nell'album Swing - Un omaggio alla mia maniera del 2008 e Fabio Lepore

## La ragazza di Ipanema
Si tratta della cover di Garota de Ipanema, scritta nel 1962 in Brasile, sulla spiaggia di Ipanema, dal pianista Antônio Carlos Jobim e dal poeta Vinícius de Moraes. Il brano, dedicato ad Heloisa Eneida Menezes Pais Pinto, una bellissima ragazza, assidua frequentatrice della spiaggia, meglio conosciuta come Heloísa Pinheiro, con il testo italiano scritto da Giorgio Calabrese, era già stato inciso da Caterina Valente.

## Tracce
1. E la chiamano estate
2. La ragazza di Ipanema